# Xavi Simons
Xavi Quentin Shay Simons (n. 21 aprilie 2003, Amsterdam, Țările de Jos) este un fotbalist neerlandez, care joacă pe post de mijlocaș la RB Leipzig în Bundesliga. Pe plan internațional, are prezențe la națională pentru Țările de Jos U15⁠(d), Țările de Jos U16⁠(d), Țările de Jos U17⁠(d), Țările de Jos U19⁠(d), Țările de Jos U21⁠(d) și Țările de Jos.
Inițial produs de La Masia de la Barcelona, Simons a semnat cu Paris Saint-Germain în iulie 2019, unde s-a alăturat inițial echipei sub-19 ani, înainte de a-și face debutul profesionist în februarie 2021. Cu PSG, a câștigat un titlu de Ligue 1 și Coupe de France. În 2022, Simons s-a întors în Olanda cu PSV Eindhoven, câștigând Cupa KNVB, Johan Cruyff Shield și premiul pentru cel mai bun marcator din Eredivisie în singurul său sezon petrecut la echipă. În 2023, s-a alăturat lui PSG înainte de a fi împrumutat imediat la RB Leipzig în Germania.
Jucând inițial pentru Țările de Jos la echipele de tineret, Simmons a primit prima convocare la echipa națională pentru Cupa Mondială din 2022 și a debutat cu aceasta la turneu.

## Tinerețe
Născut la Amsterdam, Xavi este fiul lui Peggy Simons și al fostului fotbalist olandez Regillio Simons, care este de origine surinameză. Fratele mai mare al lui Xavi, Faustino (născut în 1996), care a jucat și fotbal, are aceeași zi de naștere cu el.

## Cariera pe echipe

### Primii ani
Simons s-a alăturat echipei de tineret a Barcelonei în 2010 de la Club Deportivo Thader din Alicante și a progresat rapid pentru a deveni unul dintre cei mai bine cotați jucători de tineret ai clubului catalan, clubul englez Chelsea ar fi încercat să-l semneze la o vârstă fragedă. Descris drept o „minune”, s-a alăturat grupului de jucători reprezentat de agentul Mino Raiola în 2017.

### Paris Saint-Germain

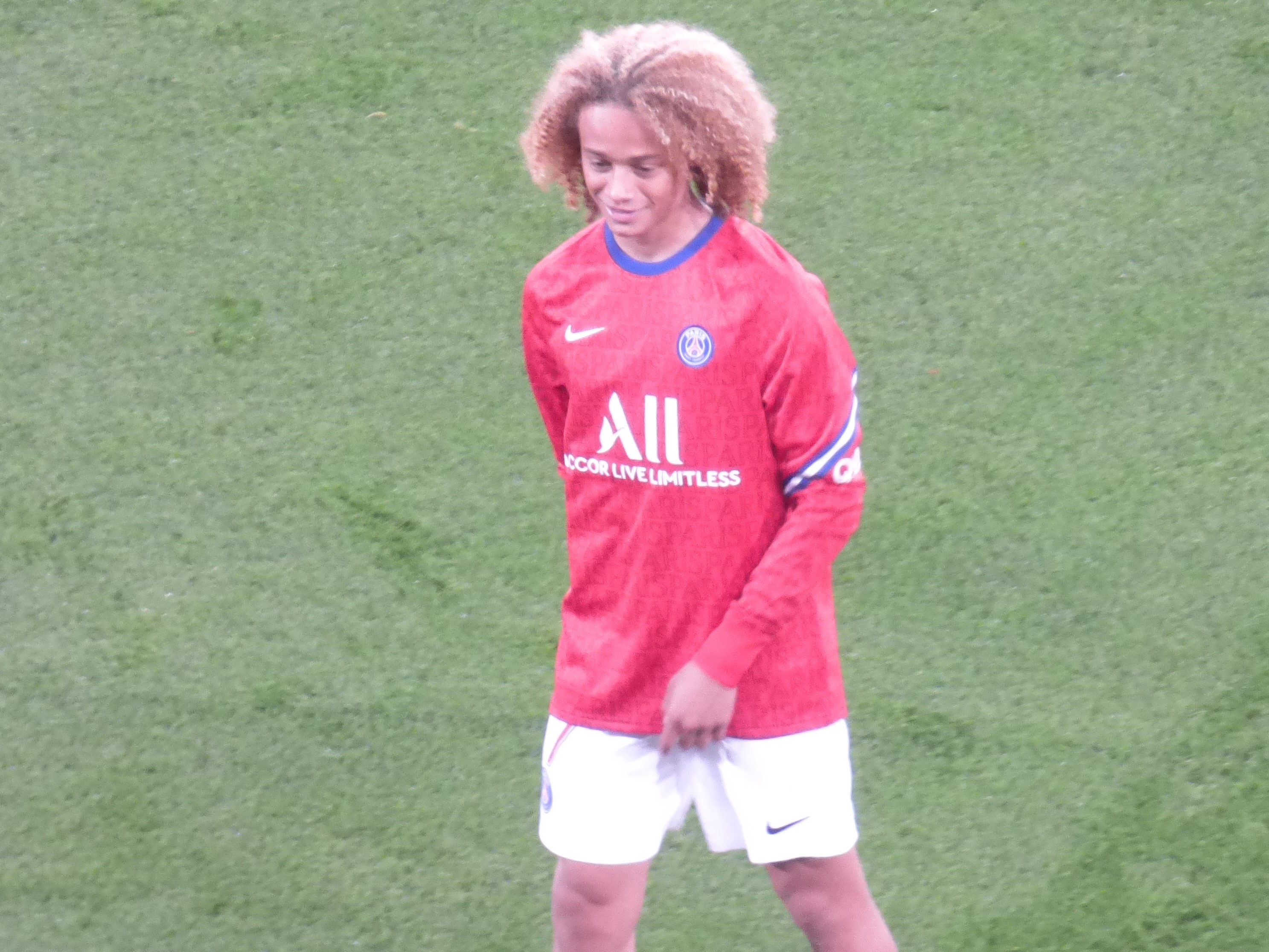
Simons cu Paris Saint-Germain în 2020

În iulie 2019, Simons s-a mutat la clubul francez Paris Saint-Germain (PSG), nefiind de acord cu un nou contract cu Barcelona. Contractul său de trei ani cu clubul parizian valorează până la 1 milion de euro anual. Pe 10 februarie 2021, Simons și-a făcut debutul profesionist pentru PSG, înlocuindu-l pe Julian Draxler într-o victorie cu 1-0 în Coupe de France împotriva lui Caen. Și-a făcut debutul în Ligue 1 ca înlocuitor într-o victorie cu 4-1 împotriva lui Strasbourg două luni mai târziu. Pe 19 mai 2021, a câștigat primul său trofeu profesionist, Coupe de France.
Înainte de sezonul 2021-2022, Simons a fost inclus în pregătirea primei echipe și în pre-sezon de către antrenorul Mauricio Pochettino. Pe 14 iulie 2021, a ieșit de pe bancă și a marcat un gol într-o victorie amicală cu 4-0 în fața lui Le Mans pe Camp des Loges. A marcat un alt gol într-o remiza amicală 2–2 împotriva lui Chambly trei zile mai târziu pe același teren. Pe 18 august, Simons a fost trimis înapoi la antrenament cu echipa sub 19 ani antrenată de Zoumana Camara. În cele din urmă, a făcut prima sa apariție a sezonului pentru PSG într-o victorie cu 3-0 în cupă împotriva lui Feignies Aulnoye pe 19 decembrie, primul său start profesionist. Pe 3 ianuarie 2022, Simons a înregistrat primul său asist la seniori într-o victorie cu 4-0 în cupă împotriva lui Vannes, oferită lui Kylian Mbappé. Prima sa apariție în campionat din sezonul 2021-22 a avut loc într-o remiză 1-1 împotriva lui Lyon pe 9 ianuarie, unde a intrat ca înlocuitor în minutul 69. Pe 31 ianuarie, Simons a ratat penalty-ul final într-o înfrângere cu 6–5 la loviturile de departajare cu Nice în optimile de finală ale Cupei Franței. Pe 11 februarie, a început primul său start în campionat într-o victorie cu 1-0 în fața lui Rennes, pe Parc des Princes. La sfârșitul sezonului, Simons a câștigat titlul de Ligue 1, primul său titlu de campionat ca profesionist.

### PSV
Pe 28 iunie 2022, Simons a semnat pentru clubul din Eredivisie PSV Eindhoven pe un contract de cinci ani. Deși inițial era de așteptat să-și prelungească contractul cu PSG și să se alăture lui PSV sub formă de împrumut, situația s-a schimbat când PSV nu a mai dorit un acord de împrumut. Cu toate acestea, PSG a negociat o clauză de răscumpărare de 6 milioane de euro raportată în contractul lui Simons, în vigoare în 2023.
Simons a marcat primul său gol din carieră la debutul său la PSV, o victorie cu 5–3 asupra rivalilor de la Ajax în Johan Cruyff Shield pe 30 iulie 2022. Pe 7 august, în primul său meci în Eredivisie, i-a oferit o pasă lui Johan Bakayoko, care a deschis scorul într-o victorie cu 4-1 împotriva proaspătului promovat Emmen. Simons și-a făcut debutul european cu PSV în preliminariile UEFA Champions League și a marcat primul său gol european în victoria cu 5-1 în faza grupelor din UEFA Europa League, în deplasare la Zürich, pe 6 octombrie. În finala Cupei KNVB din 2023, a oferit un asist pentru golul lui Thorgan Hazard, în timp ce PSV a ieșit învingător asupra lui Ajax la loviturile de departajare. În meciul final al sezonului Eredivisie 2022–23, pe 28 mai 2023, Simons a înscris de două ori, inclusiv golul victoriei în ultimele minute ale prelungirilor, într-o victorie cu 2–1 în fața lui AZ, asigurând locul doi pentru PSV și un loc în preliminariile Ligii Campionilor pentru sezonul următor. Cu nouăsprezece goluri, a împărțit premiul de cel mai bun marcator din Eredivisie cu Anastasios Douvikas de la Utrecht. Simons a încheiat sezonul clubului cu douăzeci și două de goluri și douăsprezece pase decisive în patruzeci și opt de jocuri din toate competițiile și a câștigat două premii pentru Jucătorul lunii în august 2022 și martie 2023.
La 16 iulie 2023, PSV a anunțat că Simons a părăsit cantonamentul clubului pentru a finaliza revenirea la Paris Saint-Germain.

### Întoarcere la Paris Saint-Germain
La 19 iulie 2023, Simons s-a întors la Paris Saint-Germain, semnând un contract pe patru ani după ce clubul a declanșat o clauză de răscumpărare de 6 milioane de euro raportată în contractul său cu PSV, unde Simons a avut ultimul cuvânt la întoarcere.

#### Împrumut către RB Leipzig
Imediat după ce a fost semnat înapoi de Paris Saint-Germain, Simons a fost împrumutat clubului din Bundesliga, RB Leipzig, pentru sezonul 2023-2024. A primit tricoul cu numărul 20. Pe 12 august 2023, și-a făcut debutul cu noua sa echipă într-o victorie cu 3-0 împotriva lui Bayern Munchen în DFL-Supercup 2023. Pe 25 august, a marcat primul său gol în Bundesliga într-o victorie cu 5-1 împotriva lui VfB Stuttgart, un meci în care a oferit și două pase decisive. Pe 25 octombrie, Simons a marcat primul său gol în Liga Campionilor într-o victorie cu 3-1 asupra lui Steaua Roșie Belgrad. În plus, a fost numit jucătorul meciului, deoarece a oferit și o pasă de gol devenind cel mai tânăr jucător olandez, în vârstă de 20 de ani și 187 de zile, care a reușit să marcheze și să asiste în competiție de la Arjen Robben în 2003. În al doilea meci împotriva lui Steaua Roșie Belgrad pe 7 noiembrie, Simons a marcat golul de deschidere într-o victorie cu 2-1, asigurând astfel calificarea echipei sale în optimile de finală. Până la sfârșitul sezonului, Simons a marcat opt goluri și a înregistrat unsprezece pase decisive în treizeci și două de apariții în Bundesliga, ajutând RB Leipzig să ajungă pe locul patru. A terminat pe locul doi în clasamentul pentru cele mai multe pase decisive în sezonul de Bundesliga.

## Cariera internațională
Simons a reprezentat Țările de Jos la echipele naționale de tineret sub-15, sub-16, sub-17, sub-19 și sub-21.
Pe 21 octombrie 2022, Simons a fost inclus în lotul preliminar al echipei naționale a Țărilor de Jos pentru prima dată în cariera sa. Pe 11 noiembrie, a fost convocat oficial pentru Cupa Mondială 2022 din Qatar de către antrenorul principal Louis van Gaal. Cel mai tânăr jucător din lotul olandez, Simons a fost descris drept o „incluziune oarecum surpriză”. Pe 3 decembrie, și-a făcut debutul cu Țările de Jos și la Cupa Mondială într-o victorie cu 3-1 în fața Statelor Unite în optimile de finală, devenind cel mai tânăr jucător care a jucat în fazele eliminatorii ale Cupei Mondiale pentru Țările de Jos. În sferturile de finală, a rămas pe banca de rezerve, deoarece olandezii au fost eliminați de Argentina la loviturile de departajare.
Pe 24 martie 2023, Simons a jucat primul meci ca titular pentru Țările de Jos în preliminariile pentru UEFA Euro 2024 împotriva Franței. A continuat să apară în fiecare meci al campaniei de calificare pentru gruparea Oranje, începând șapte dintre cele opt meciuri din Grupa B.
În iunie 2023, Simons a fost membru al echipei olandeze pentru finala Ligii Națiunilor UEFA 2023, începând atât cu Croația în semifinală, cât și cu Italia în play-off-ul pentru locul trei.
Pe 29 mai 2024, Simons a fost inclus în lotul Țărilor de Jos pentru UEFA Euro 2024. A marcat primul său gol internațional la seniori în ultimul amical de încălzire al echipei – o victorie cu 4-0 în fața Islandei pe 10 iunie.

## Viața personală
La vârsta de 13 ani, Simons a avut primul său contract de publicitate cu Nike. A trecut la Adidas în 2021, înainte de a se alătura lui Puma în 2023. În august 2018, a apărut într-o reclamă Nike intitulată „Awaken the Phantom” alături de jucătorii Philippe Coutinho, Kevin De Bruyne, Neymar, Ronaldinho, Pierre-Emerick Aubameyang și Andrea Pirlo. În timpul carierei sale de tineret, Simons a adunat un număr mare de urmăritori pe Instagram; a avut peste două milioane de urmăritori pe platformă în 2019, la vârsta de 16 ani. În martie 2020, Simons a fost numit pe lista „NxGn 2020” de Goal cu cei mai buni cincizeci de copii minune din fotbalul mondial. A fost inclus și în „Next Generation 2020” de la The Guardian în octombrie.
În 2022, în urma decesului lui Mino Raiola, Rafaela Pimenta a devenit agentul lui Simons. În mai 2023, și-a schimbat agentul devenind acesta Darren Dein.

## Palmares
Paris Saint-Germain
- Ligue 1: 2021–22[27]
- Cupa Franței: 2020–21[75]

PSV
- Cupa KNVB: 2022–23[76]
- Johan Cruyff Shield: 2022[33]

RB Leipzig
- DFL-Supercup: 2023[77]

Individual
- Jucătorul lunii din Eredivisie: august 2022,[78] martie 2023[41]
- Talentul lunii din Eredivisie: ianuarie 2023[79]
- Echipa lunii din Eredivisie: august 2022,[80] ianuarie 2023,[81] februarie 2023,[82] martie 2023,[83] mai 2023[84]
- Cel mai bun marcator al Eredivisie: 2022–23 (compartit)[40]
- Trofeul Johan Cruyff: 2022–23[85]
- Golul lunii din Bundesliga: septembrie 2023, ianuarie 2024[86]
- Începătorul lunii din Bundesliga: decembrie 2023, aprilie 2024[87]
- Echipa sezonului VDV Bundesliga: 2023–24[88]